# Kurtwood Smith
Kurtwood Larson Smith (New Lisbon, Wisconsin, 3 de julio de 1943) es un actor de televisión y cine estadounidense. Es conocido por su famosa interpretación de Red Forman en That '70s Show y por su papel como Clarence J. Boddicker en RoboCop También ha trabajado en Rambo III, Dead Poets Society y entre 2014 y 2015, interpretó a Henry Langston en la serie de la cadena ABC Resurrection, la cual fue cancelada al promediar su segunda temporada. Participó en la segunda temporada de la serie Agent Carter.

## Filmografía destacada
- RoboCop (1987) - Clarence J. Boddicker
- Rambo III (1988) - Robert Griggs
- Solo ante la ley (1989) - Robert Reynard
- Dead Poets Society (1989) - Mr. Perry
- Quick Change (1990) - Lombino
- Óscar (1991) - Teniente Toomey
- Espías sin fronteras (1991) - Elliot Jaffe
- Star Trek VI: aquel país desconocido (1991) - Presidente de la Federación
- Fortress (1993) - Poe
- Under Siege 2: Dark Territory (1995) - General Cooper
- Broken Arrow (1996) - Secretario de Defensa Baird
- Citizen Ruth (1996)
- The X Files (1996) - Agente Bill Patterson
- Spawn (1997) - Robert Sullivan (voz)
- Star Trek Voyager - Year of Hell - Annorax (serie de televisión) (1997)
- That '70s Show (1998-2006) - Red Forman
- Deep Impact (1998) - Otis Hefter
- Batman Beyond (2001) - Agente James Bennett (voz)
- Zeta Project (2001) - Agente James Bennett (voz)
- Justice League (2001) - Agente James Bennett (voz)
- Battle Force: Andromeda (2003) - Kronos (voz)
- Malcolm in the Middle (2004) - Director Block
- House M.D. (2007) - Dr. Obyedkov
- Worst Week (2008-2009) - Dick Clayton
- 24 (2009) - Senador Blaine Mayer
- Resurrection (2014-2015) - Henry Langston
- Agent Carter (2016) - Vernon Masters
- El Camino Christmas (2017) - Sheriff Bob Fuller
- The Ranch (2017) - Sam Peterson
- That '90s Show (2023) - Red Forman